# Куневалде
Куневалде (њем. Cunewalde) општина је у њемачкој савезној држави Саксонија. Једно је од 63 општинска средишта округа Бауцен. Према процјени из 2010. у општини је живјело 5.274 становника. Посједује регионалну шифру (AGS) 14625090.

## Географски и демографски подаци
Куневалде се налази у савезној држави Саксонија у округу Бауцен. Општина се налази на надморској висини од 315 метара. Површина општине износи 26,6 km². У самом мјесту је, према процјени из 2010. године, живјело 5.274 становника. Просјечна густина становништва износи 198 становника/km².

## Међународна сарадња
| Мјесто  | Држава    | Врста сарадње | Од    |
| ------- | --------- | ------------- | ----- |
| Донж    | Француска | партнерство   | 1993. |
|         | Чешка     | контакт       | 2000. |
| Агфалва | Мађарска  | контакт       | 2000. |
| Извор   |           |               |       |